# 미스터 부
《미스터 부 - 귀마쌍성》(Games Gamblers Play)은 홍콩에서 제작된 허관문 감독의 1974년 코미디 영화이다. 허관문 등이 주연으로 출연하였고 추문회 등이 제작에 참여하였다.

## 출연

### 주연
- 허관문
- 허관영
- 허관걸

### 조연
- 교굉
- 여유혜
- 석천
- 정패
- 황점
- 나란